# 刘永川
刘永川（英語：Alex Liu，1960年—），是一位“研究方法和数据科学”的知名学者和实践者，是1980-1990年代的中国留学生代表人物。

## 职业简历
刘永川1982年获得中国西北工业大学的航空机械学士、1986年获得北京大学的社会学硕士(专业方向为社会研究方法与数量分析、碩士论文为人口老龄化数量分析)、1993年获得美国斯坦福大学的统计计算硕士和社会学博士(专业方向为社会研究方法与数量系统模型、博士论文为政治系统变迁的数学模型及分析)。
刘博士1993年在斯坦福大学亚太研究中心从事医疗服务方法的比较研究、之后在美国IBM研究院研究因果分析的方法和算法、再到圣地牙哥加利福尼亚大学瑞帝管理学院研究落后地区创新创业方法的社会环境评估、并担任研究员。2002年至2011年,刘永川曾在南加州大学马歇尔商学院和尔湾加州大学保罗梅拉吉商学院教授博士研究生的高级社会研究方法，并曾到南亚的斯里兰卡、中亚的哈萨克斯坦与吉尔吉斯斯坦和非洲的肯尼亚从事扶贫项目评估方法和创业发展方法的项目。刘博士2009年担任“全球研究方法和数据科学协会”会长，自2010年起曾担任多家跨国公司如 TRG 和 RS 的首席数据科学家，2013年至2019年底担任 IBM 的首席数据科学家, 于2018年获得IBM和开源行业协会颁发的"数据科学"思想领袖证书和杰出数据科学家证书。2019年秋天起担任 RMDS 实验室主任，并担任哈佛大学数据科学评论杂志等机构的顾问，也担任泰勒弗朗西斯（Taylor & Francis）出版社的影响力数据科学丛书主编。2024年起担任斯坦福大学企业加速器 StartX 和数家数据智能公司的顾问，同时在加州理工学院等院校兼职教学，并继续担任哈佛大学数据科学评论杂志顾问。

## 成长经历
刘永川出生于中国、江西、井冈山，在1977年的高考中考入西北工业大学，是在中国引入数量社会学方法的先驱之一。他于1986年赴美国留学，1987年担任斯坦福大学中国学生学者联合会会长，1988年担任加州中国学生学者联合会主席，1989年7月经当时在美国的4万多中国留学生的代表选举担任全美中国学生学者自治联合会首届主席，于1990年8月经选举担任全球中国学联首届总召集人。1995年至1997年，刘博士曾在美国硅谷主办 “华裔美国人创业方法高峰会议”，和“中美兵兵外交25周年纪念”等。刘博士于2000年加入美国国籍，2004年成为基督徒。2006年至2011年，刘博士提出精神资本主导的四资本发展理论和相关的整体方法论，近年专注于研究方法的中西比较分析，并以大数据分析方法和人工智能表述和扩展中国方法。其(1)井冈山成长时期与西北工业大学学习时期、(2)北京大学与斯坦福大学期间、以及(3)2000年代数据科学咨询应用三个阶段的精神追求广为重视、报道与研究。

## 代表著作
- 影响力数据科学丛书, 泰勒弗朗西斯（Taylor & Francis）出版社
- 人工智能时代,我们更需要追求信仰 2024年5月 （页面存档备份，存于）
- ChatGPT 时代创造社会公益的人工智能，在联合国大学 日本信息技术协会上的演讲 2024年4月 （页面存档备份，存于）
- RMDS应用NFT促进科技创新与技术进步白皮书，RMDS Lab 2022
- 大数据与人工智能改造医疗卫生，信息时代出版社 IAP 2020 （页面存档备份，存于）
- 热带气旋卫星观测数据预测快速集结的机器学习方法，地球物理研究通讯 2020年8月 （页面存档备份，存于）
- Apache Spark 机器学习 机械工业出版社 2017 （页面存档备份，存于）
- Apache Spark Machine Learning Blueprints Packt Publishing 2016
- 结构方程模型与潜在变量方法 约翰威立国际出版公司 2015 （页面存档备份，存于）
- 社会科学的结构方程模型建立(教科书) RM出版社 2009 （页面存档备份，存于）
- 社会科学的回归模型建立(教科书) RM出版社 2009
- 四资本理论：物质资本、智慧资本、社会资本、精神资本;  RM出版社 2007-2010 （页面存档备份，存于）
- 运用结构方程从调查数据逐步发掘因果关系的算法与系统； 2005 IBM
- 社会网络与互联网对社区发展的影响： 从中国城到中国网；2003 太平洋社会学会
- 政治参与和民主制度不满意度的关系 - 新型与稳定民主国家的比较研究；2001 密西根大学 CSES
- 中国人全球人际关系网的调查与社会网络分析模型； 1998 星岛 GEC 出版 （页面存档备份，存于）
- 日本全国健康保险业中费用共付与使用的分析 国际健康研究期刊 1995 （页面存档备份，存于）
- 第三次民主浪潮的模式和结果，美国大学出版社 1993 （页面存档备份，存于）
- 协调发展与综合决策 《科学．经济．社会》1987 （页面存档备份，存于）
- 数理社会学 《国外社会科学》1985 （页面存档备份，存于）
- 一个辩证命题的形式化 《哲学研究》1981年 第6期